# Mario e il mago (racconto)
Mario e il mago (titolo originale Mario und der Zauberer. Ein tragisches Reiseerlebinis) è una novella autobiografica dello scrittore tedesco Thomas Mann pubblicata nel 1930.

## Trama
Nella prima metà della storia, il Narratore descrive il soggiorno estivo della famiglia Mann a Forte dei Marmi, una località balneare sul Tirreno (che nel racconto viene chiamata Torre di Venere) durante il quale lo scrittore, assieme alla moglie e ai figli piccoli, assiste allo spettacolo di un volgare e improvvisato illusionista, Mago Cipolla. Questo personaggio - che ben personifica il potere soggiogante sulle masse dell'Europa dell'epoca di leader autoritari, tramite la retorica nazionalista - ipnotizza Mario, un cameriere nativo di Portovenere, facendogli credere di esser la ragazza che lui ama. Mario si fa convincere a baciare il mago-ragazza, ma resosi conto dell'inganno, lo uccide. L'assassinio di Cipolla per mano di Mario non è una tragedia, bensì una liberazione per il pubblico.

## Adattamenti
Dal racconto fu tratto l'omonimo film del 1994.
Luchino Visconti, nel 1951, adattò la novella a sceneggiatura teatrale con l'aiuto dello stesso Thomas Mann. Lo spettacolo fu rappresentato presso il Teatro della Scala di Milano nella stagione 1955-1956

## Edizioni italiane
- Thomas Mann, Mario e il mago. Una tragica esperienza di viaggio, trad. Giorgio Zampa, Barbera, Viareggio, 1943
- Anche il commediografo Mario Moretti ha ridotto per la scena la novella di Mann. Lo spettacolo è stato quindi prodotto nel 1999 dal Dramma Italiano di Fiume, diretto all'epoca dal critico Sandro Damiani. Regista fu lo stesso autore, che curò pure la scenografia. Nel ruolo del protagonista, l'attore Virginio-Ginni Gazzolo. "Mario e il Mago" è stato rappresentato, a Roma, al Teatro dell'Orologio; in Croazia, a Fiume, Pola, Zagabria e in alcune località minori; in Slovenia, a Capodistria e Pirano.